# Gina Rodriguez
Gina Alexis Rodriguez, född 30 juli 1984 i Chicago, är en amerikansk skådespelare och TV-producent. 

## Biografi
Gina Rodriguez föddes i Chicago som yngst av tre döttrar. Hennes föräldrar kommer från Puerto Rico och hennes far är boxningsdomare. Hon har studerat vid New York University's Tisch School of the Arts. 2011 fick hon en roll i såpoperan Glamour och samma år fick hon sin första större filmroll i långfilmen Go for It!. Hennes genombrott kom 2012 med långfilmen Filly Brown.
Sedan 2014 spelar hon titelrollen i dramakomediserien Jane the Virgin. Vid Golden Globe-galan 2015 fick Rodriguez pris i kategorin Bästa kvinnliga huvudroll i en komediserie för rollen.
När hon var 19 år diagnostiserades hon med giftstruma.

## Rollista i urval
- 2010 – Army Wives (TV-serie) (tre avsnitt)
- 2011–2012 – Glamour (TV-serie)
- 2011 – Go For It!
- 2012 – Filly Brown
- 2014–2020 – Jane the Virgin (TV-serie)
- 2016 – Deepwater Horizon
- 2017 – Tjuren Ferdinand (röstroll)
- 2019 – Someone Great[3]